# Teppista!
Teppista! è un singolo del rapper e cantautore italiano Dargen D'Amico e del musicista italiano Emiliano Pepe, pubblicato il 26 ottobre 2018 come terzo estratto dall'ottavo album in studio Ondagranda su etichetta discografica Giada Mesi.

## Tracce
Testi di Jacopo Matteo Luca D'Amico, Emiliano Pepe, musiche di Jacopo Matteo Luca D'Amico, Emiliano Pepe.
1. Teppista! – 2:37